# International Random Film Festival
International Random Film Festival är en internationell filmfestival, grundad 2009 av Hannaleena Hauru och Synes Elischka, som en kritik mot den etablerade kortfilmskulturen. Första festivalen ägde rum i Wiesensteig i Tyskland 2010.
Festivalens filmer och priser väljs ut slumpmässigt. Platsen för festivalen valdes de första åren ut med hjälp av Wikipedias slumpfunktion, men senare med hjälp av webbsidan Random.org, med vilken även datumet väljs ut.
2012 fanns festivalen med i CNN Travels lista över "10 av världens konstigaste filmfestivaler".

## Platser
- 2010: Wiesensteig, Tyskland, februari 2010
- 2011: Bór Zapilski, Polen, juli 2011
- 2012: Anija, Estland, mars 2012
- 2013: Garpenberg, Sverige, december 2013 (invigning på Sagateatern i Hedemora)
- 2014: Gdynia, Polen, november 2014
- 2015: Hofuf, Saudiarabien, januari 2015

## Galleri

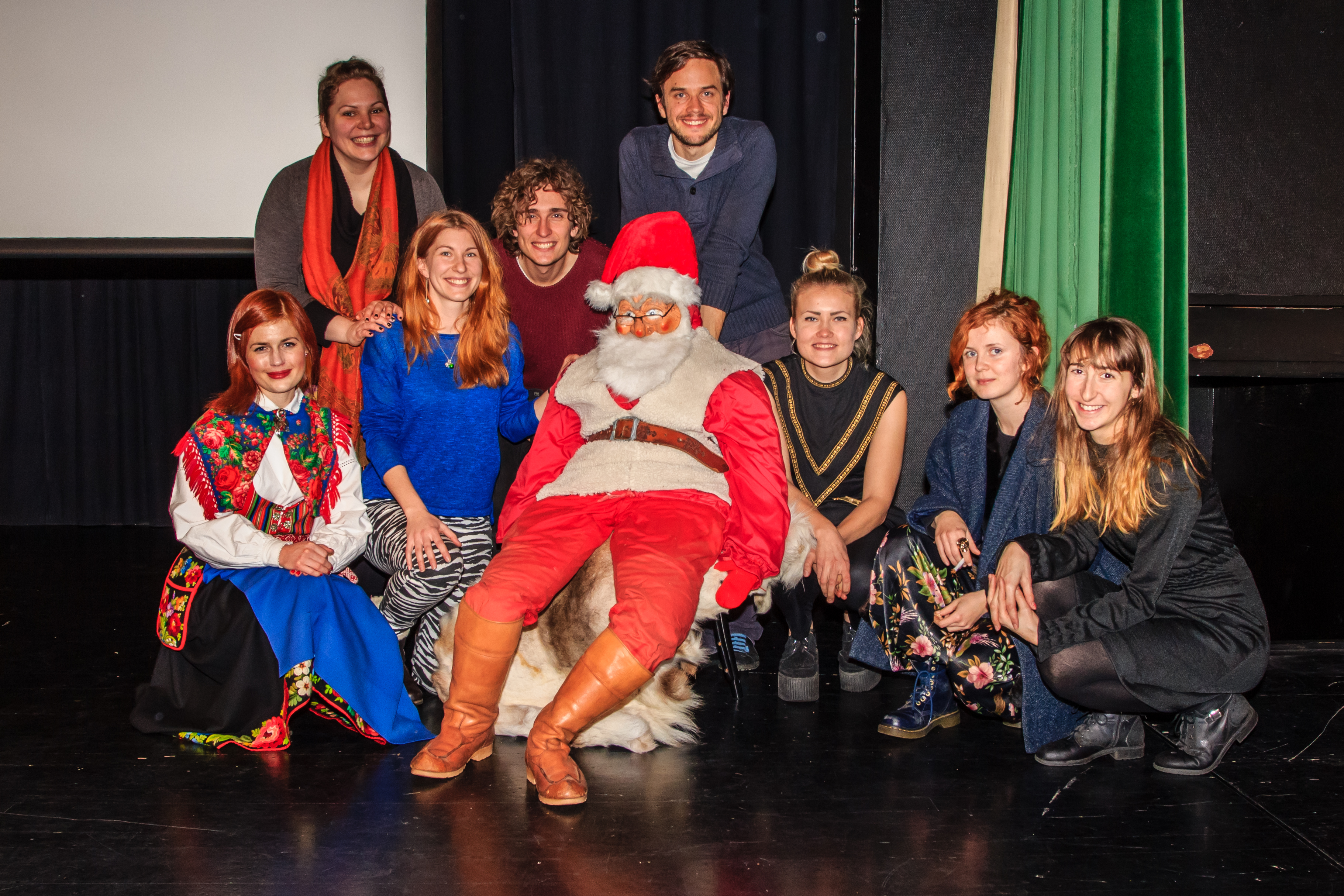
Organisatörer 2013
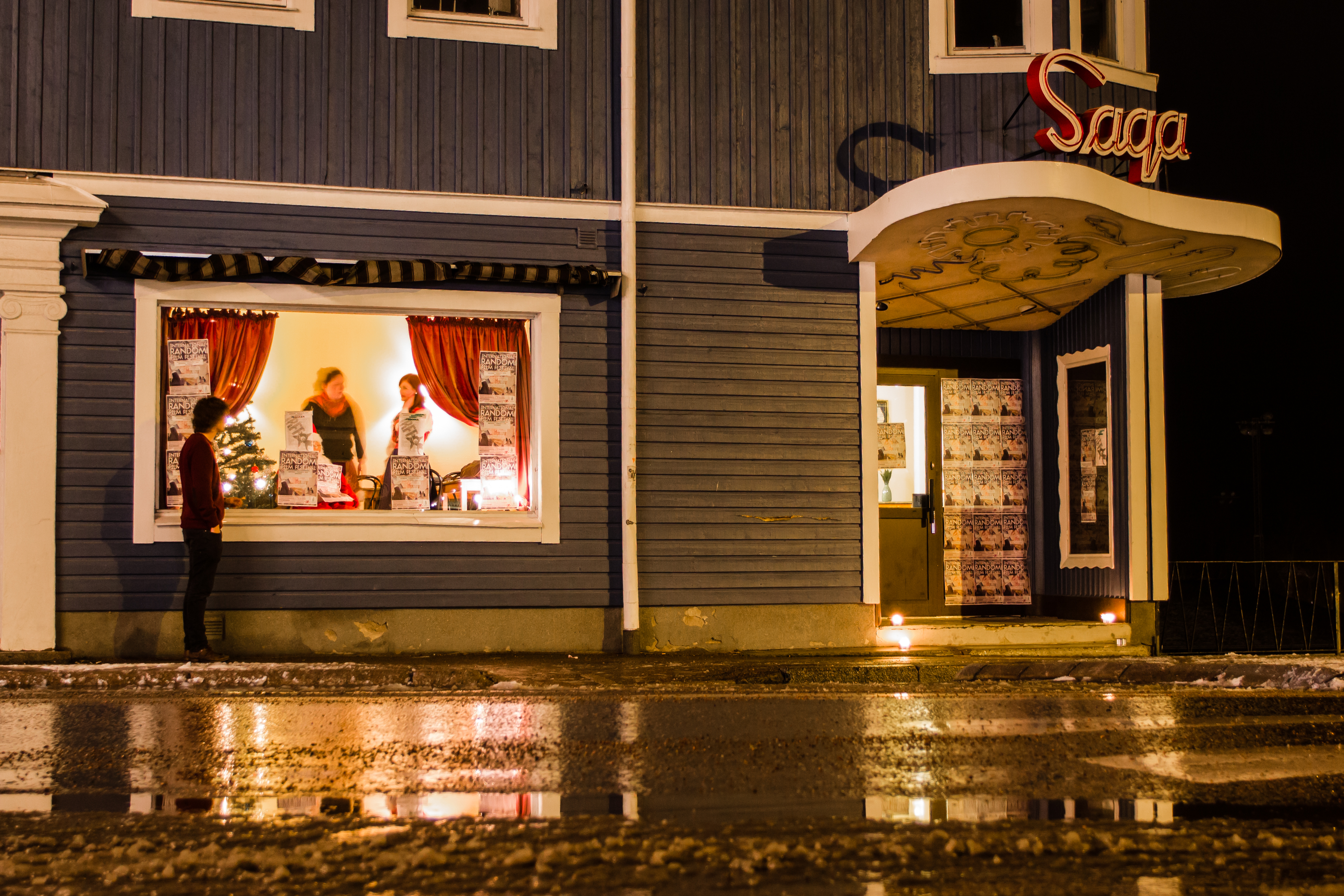
Invigning 2013
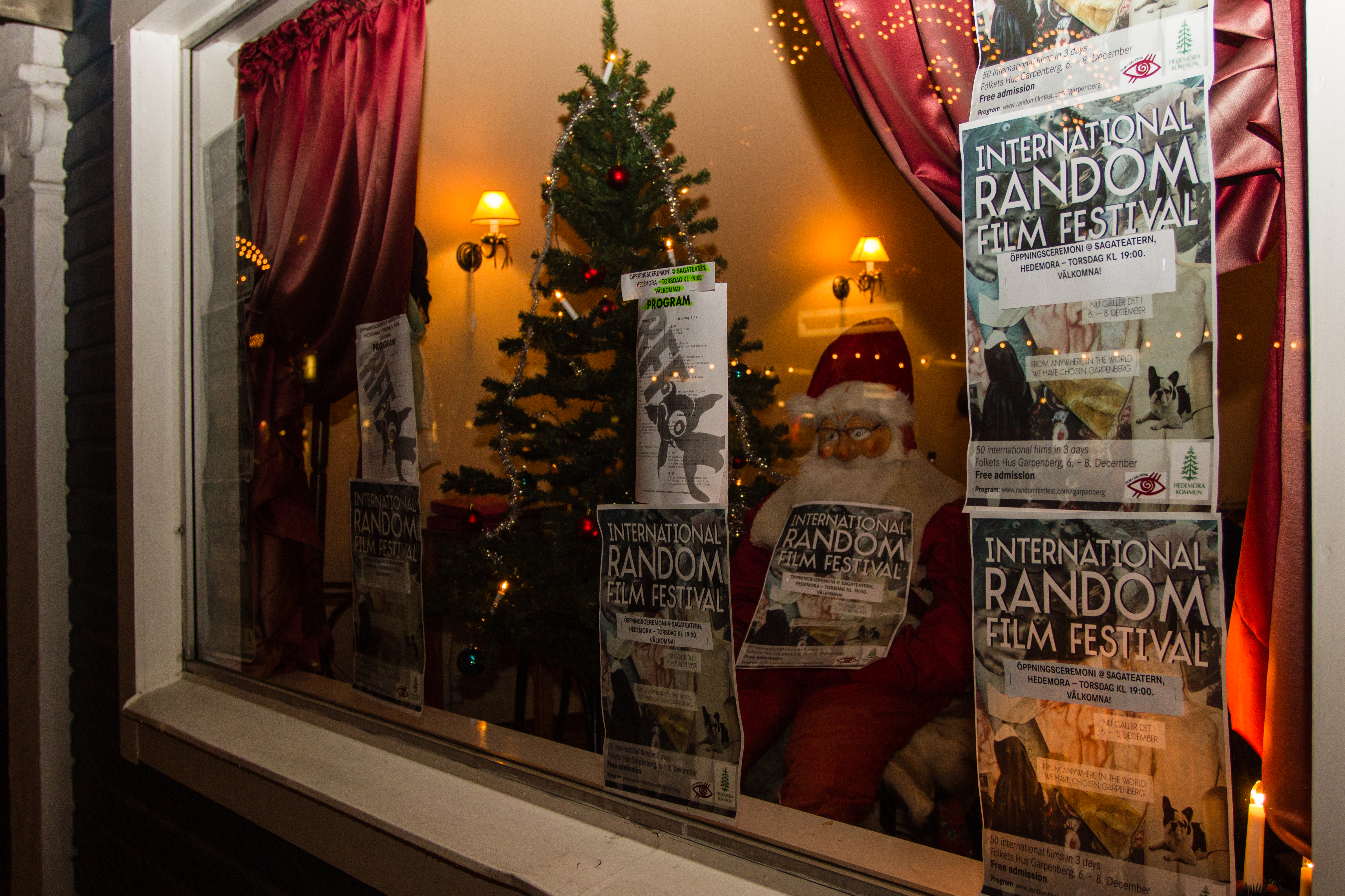
Skyltfönstret på Sagateatern i Hedemora 2013

### Fotnoter
1. ↑  Random Film Festival. ”History”. Arkiverad från originalet den 11 december 2013. https://web.archive.org/web/20131211075500/http://randomfilmfest.com/history. Läst 6 december 2013.
2. ↑  Rolf Sundblad (25 oktober 2013). ”Slumpen gav Garpenberg internationell filmfestival”. Södra Dalarnes Tidning/dt.se. Läst 6 december 2013.
3. ↑  Random Film Festival. ”Selection process”. Arkiverad från originalet den 31 juli 2013. https://web.archive.org/web/20130731121930/http://randomfilmfest.com/selections. Läst 6 december 2013.
4. ↑  Candice Ward (16 april 2012). ”10 of the world's weirdest film festivals”. CNN Travel. http://travel.cnn.com/explorations/life/10-worlds-weirdest-film-festivals-111790. Läst 6 december 2013.